# اسلای اند د فمیلی استون
اسلای اند د فمیلی استون (انگلیسی: Sly and the Family Stone) گروه موسیقی آمریکایی فعال بین سالهای ۱۹۶۶ تا ۱۹۸۳ بود که در پیشبرد سبک‌های سول، فانک و راک نقش بسزایی ایفا کرد و به‌ویژه در شکل‌گیری سبک سایکدلیک سول تأثیرگذار بود.